# Фред Роджерс
Фред МакФілі Роджерс (англ. Fred McFeely Rogers; 20 березня 1928 року — 27 лютого 2003) — американський педагог, пресвітеріанський проповідник, автор пісень, автор і телеведучий. Фільмувався у дитячому телесеріалі «Наш сусід Містер Роджерс» (англ. Mister Rogers Neighborhood, 1968—2001).

## Життєпис
Більшу частину дитинства Фред провів у діда по материнській лінії, який любив онука і навчив його музики співу. Вже в п'ять років хлопчик непогано грав на фортепіано.
Після закінчення середньої школи Фред вступив до Дартмутського коледжу в Ганновері і навчався там з 1946 по 1948 рік. Потім, в 1951 році, він закінчив Rollins College у Флориді, відзначившись ступенем бакалавра в галузі музики. У коледжі Роджерс зустрів свою майбутню дружину, Сару Джоан Берд, з якої взяв шлюб 9 червня 1952 року. У них народилося двоє дітей — Джеймс (1959) і Джон (1961).
З самих ранніх років Роджерс цікавився телебаченням. І, попри те, що після коледжу він вступив до семінарії, мрією його залишалася робота на телебаченні. Втілити мрію в реальність Фреду допомогла музика. У 1951 році Роджерс став працювати на NBC (в різних музичних проєктах, зокрема і для дітей).
У 1954 році він перейшов на WQED — Пітсбургський державний телевізійний канал — і працював там протягом наступних семи років. Програми Роджерса мали великий успіх і навіть отримували нагороди. 1963 року Роджерс з відзнакою закінчив Піттсбурзьку духовну семінарію. У тому ж році Роджерс до Торонто, де уклав контракт з компанією Canadian Broadcasting Corporation і став вести передачу для дітей. Після повернення в Піттсбург Роджерс став брати активну участь в справах пресвітеріанської церкви й одночасно продовжив роботу на телебаченні. 1968 року у світ вийшла програма Роджерса Mister Rogers 'Neighborhood, яка мала великий успіх і була відзначена декількома нагородами. Особисто Роджерс був також не раз премійований, в тому числі нагородою Lifetime Achievement Award.
Фред Роджерс пішов з життя 27 лютого 2003 року.